# Fabrizio Cacciatore
Pour les articles homonymes, voir Cacciatore.
]
Fabrizio Cacciatore, né le 8 octobre 1986 à Turin, est un footballeur italien reconverti entraîneur.